# Leokrates (Archon)
Leokrates (griechisch Λεωκράτης Leōkrátes) wurde laut antiker Überlieferung zum fünften Archon mit zehnjähriger Amtszeit in Athen gewählt. Er war der Nachfolger von Hippomenes. Im Gegensatz zu seinen Vorgängern stammte er nicht aus dem Hause der Kodriden, sondern war ein Eupatrides, dessen Abstammung nicht überliefert ist. Nach Eusebius von Caesarea wurden während seines fünften Regierungsjahres Crotone, Parion und Sybaris und während des siebten Astakos gegründet. Seine Amtszeit wird von 714/13 v. Chr. bis 704/03 v. Chr. angesetzt.
Nach ihm wurde Apsandros zum nächsten Archon mit zehnjähriger Amtszeit gewählt.